# Antonietta Meo
Antonietta Meo, kallad Nennolina, född den 15 december 1930 i Rom, Italien, död den 3 juli 1937 i Rom, var en italiensk flicka som blev förklarad som vördnadsvärd av påve Benedikt XVI den 17 december 2007.

## Biografi
Vid fem års ålder diagnosticerades hon med osteosarkom, en aggressiv form av skelettcancer och läkarna tvingades att amputera ett av hennes ben. Hon offrade sitt lidande åt Jesus för syndarnas omvändelse.
Antonietta Meo mottog sin första Kommunion i kyrkan Santa Margherita Maria Alacoque på julnatten 1936. Året därpå avled hon, då cancern hade spritt sig till bland annat huvudet och halsen.
Antonietta Meo skrev en rad små brev till Jesus. Den 28 januari 1937 skriver hon:
| ” | Käre Jesus, Du som led så mycket på Korset, jag vill göra många blommor och jag vill alltid stanna på Golgata nära Dig och Din Mamma. | „ |